# Пьюро
Пью́ро (итал. Piuro) — коммуна в Италии, в провинции Сондрио области Ломбардия.
Население составляет 1911 человек, плотность населения составляет 22 чел./км². Занимает площадь 85 км². Почтовый индекс — 23020. Телефонный код — 0343.
В коммуне 15 августа особо празднуется Успение Пресвятой Богородицы.